# Lista dos campeões estaduais de futebol do Brasil em 2013
A lista a seguir traz dados acerca dos campeonatos estaduais de futebol realizados no Brasil em 2013. 
Significados das colunas:
- Estado: nome do estado, listados em ordem alfabética.
- Copa do Brasil 2014: times classificados para a Copa do Brasil em sua edição de 2014 pelo Campeonato Estadual. [Ordem de posição final]
- Série D 2013: times classificados para o Campeonato Brasileiro de Futebol - Série D em sua edição de 2013. [Ordem de posição final]
- Final: placares dos jogos finais ou, em caso de não ter havido final, a vantagem do campeão ao final do campeonato.
- Rebaixados: times rebaixados para a divisão inferior (2ª divisão, Série B, Módulo II) de 2014

## Divisão Principal
| Estado | Campeão/Artilheiro                                                          | Vice-campeão        | Copa do Brasil 2014                       | Série D 2013                        | Final                                                                       | Rebaixados                                    |
| ------ | --------------------------------------------------------------------------- | ------------------- | ----------------------------------------- | ----------------------------------- | --------------------------------------------------------------------------- | --------------------------------------------- |
| AC     | Plácido de Castro (1º título) Juliano César (Rio Branco-AC) 16 gols         | Rio Branco-AC       | Plácido de Castro Rio Branco-AC           | Plácido de Castro                   | Plácido de Castro 0 x 2 Rio Branco 0 x 3 Plácido de Castro (Pen. 2 x 4)     | Náuas                                         |
| AL     | CRB (27º título - 2º consec) Everaldo (CSA) 13 gols                         | CSA                 | CRB CSA Santa Rita                        | CSA                                 | CSA 2 x 4 CRB 0 x 1 CSA (Pen. 4 x 3)                                        | Sport Atalaia União                           |
| AM     | Princesa do Solimões (1º título) Robemar (Penarol) 12 gols                  | Nacional-AM         | Princesa do Solimões Nacional-AM          | Nacional-AM                         | Nacional-AM 1 x 3 Princesa do Solimões 0 x 2 Nacional-AM (Pen. 7 x 6)       | Rio Negro Tarumã                              |
| AP     | Santos (2° título) Heverton (Santos) 9 gols                                 | Macapá              | Santos                                    | Ypiranga-AP                         | Santos 2 x 0 Macapá 2 x 2 Santos                                            | Não Houve                                     |
| BA     | Vitória (27º título) Rômulo (Bahia de Feira) 13 gols                        | Bahia               | Vitória Juazeiro                          | Juazeirense Vitória da Conquista    | Bahia 3 x 7 Vitória 1 x 1 Bahia                                             | Fluminense de Feira Atlético de Alagoinhas    |
| CE     | Ceará (42º título - 3º consec) Giancarlo (Ferroviário) 19 gols              | Guarany de Sobral   | Ceará Horizonte                           | Guarany de Sobral Tiradentes-CE     | Guarany de Sobral 1 x 1 Ceará 1 x 1 Guarany de Sobral                       | São Benedito Maracanã-CE                      |
| DF     | Brasiliense (8º título) Laécio (Sobradinho) 7 gols                          | Brasília            | Brasiliense Brasília                      | Brasília                            | Brasília 0 x 1 Brasiliense 3 x 0 Brasília                                   | Botafogo-DF Brazlândia                        |
| ES     | Desportiva (17º título) David Dener (Desportiva) 15 gols                    | Aracruz             | Desportiva                                | Aracruz                             | Desportiva 1 x 1 Aracruz 1 x 2 Desportiva                                   | Rio Branco-ES Espírito Santo                  |
| GO     | Goiás (24º título - 2º consec) Ricardo Jesus (Atlético-GO) 12 gols          | Atlético-GO         | Goiás Atlético Goianiense Goianésia       | Goianésia Aparecidense              | Atlético-GO 0 x 0 Goiás 2 x 2 Atlético-GO                                   | Rio Verde Itumbiara                           |
| MA     | Maranhão (14º título) Pedro Gusmão (Bacabal) 15 gols                        | Imperatriz          | Maranhão                                  | Maranhão                            | Imperatriz 1 x 0 Maranhão 2 x 1 Imperatriz                                  | Americano-MA                                  |
| MG     | Atlético-MG (42º título - 2º consec) Junior Negão (Tombense) 8 gols         | Cruzeiro            | Villa Nova Tombense Tupi Caldense         | Tupi Villa Nova Araxá               | Atlético-MG 3 x 0 Cruzeiro 2 x 1 Atlético-MG                                | América de Teófilo Otoni Araxá                |
| MS     | CENE (5º título) Careca (CENE) 19 gols                                      | Naviraiense         | CENE Naviraiense                          | Águia Negra                         | Naviraiense 1 x 2 CENE 4 x 0 Naviraiense                                    | SERC Corumbaense                              |
| MT     | Cuiabá (4º título) Igor (Cuiabá) 8 gols                                     | Mixto               | Cuiabá Mixto                              | Mixto                               | Mixto 1 x 0 Cuiabá 2 x 1 Mixto (Pen. 3 x 2)                                 | Vila Aurora                                   |
| PA     | Paysandu (45º título) Aleilson (Paragominas) 13 gols                        | Paragominas         | Paysandu Paragominas Remo                 | Paragominas                         | Paragominas 0 x 4 Paysandu 3 x 1 Paragominas                                | Abaeté Bragantino-PA                          |
| PB     | Botafogo-PB (26º título) Warley (Botafogo-PB) 14 gols                       | Treze               | Botafogo-PB Treze                         | Botafogo-PB                         | Botafogo-PB 0 x 1 Treze 0 x 3 Botafogo-PB                                   | Paraíba Cruzeiro de Itaporanga                |
| PE     | Santa Cruz (27º título - 3º consec) Elton (Náutico) 17 gols                 | Sport               | Santa Cruz Sport Náutico                  | Salgueiro Ypiranga-PE Central       | Santa Cruz 1 x 0 Sport 0 x 2 Santa Cruz                                     | Petrolina Belo Jardim                         |
| PI     | Parnahyba (13º título - 2º consec) Raphael Freitas (Picos) 10 gols          | River               | Parnahyba                                 | Parnahyba                           | Parnahyba 1 x 0 River 2 x 2 Parnahyba                                       | Não houve                                     |
| PR     | Coritiba (37º título - 4º consec) Alex (Coritiba) 15 gols                   | Atlético Paranaense | Coritiba Londrina Paraná J.Malucelli      | Londrina J.Malucelli                | Atlético Paranaense 2 x 2 Coritiba 3 x 1 Atlético Paranaense                | Paranavaí Nacional                            |
| RJ     | Botafogo (20º título) Hernane (Flamengo) 12 gols                            | Flamengo            | Fluminense Vasco da Gama Resende Boavista | Resende Nova Iguaçu                 | Não houve final Botafogo venceu os 2 turnos                                 | Olaria Quissamã                               |
| RN     | Potiguar de Mossoró (2º título) Alvinho (Santa Cruz) 9 gols                 | América de Natal    | Potiguar de Mossoró América de Natal ABC  | Potiguar de Mossoró                 | Potiguar de Mossoró 2 x 2 América-RN 1 x 1 Potiguar de Mossoró (Pen. 4 x 5) | Potyguar Seridoense                           |
| RO     | Vilhena (4º título) Careca (Genus) e Dudu Lima (Pimentense) 7 gols          | Pimentense          | Vilhena                                   | Genus                               | Vilhena 5 x 0 Pimentense 3 x 1 Vilhena                                      | Ji-Paraná                                     |
| RR     | Náutico (1º título) Ney (Baré) e Stanley (São Raimundo) 6 gols              | São Raimundo        | Náutico-RR                                | Náutico-RR                          | São Raimundo 0 x 0 Náutico (Pen. 4 x 5)                                     | Não houve                                     |
| RS     | Internacional (43º título - 3º consec) Diego Forlán (Internacional) 10 gols | Lajeadense          | Internacional Lajeadense São Luiz         | Lajeadense Juventude                | Não houve final Internacional venceu os 2 turnos                            | Santa Cruz Cerâmica Canoas                    |
| SC     | Criciúma (10º título) Rafael Costa (Metropolitano) 12 gols                  | Chapecoense         | Criciúma Chapecoense                      | Metropolitano Marcílio Dias         | Criciúma 2 x 0 Chapecoense 1 x 0 Criciúma                                   | Guarani Camboriú                              |
| SE     | Sergipe (32º título) Leandro Kivel (River Plate-SE) 10 gols                 | River Plate-SE      | Sergipe                                   | Sergipe                             | River Plate-SE 0 x 0 Sergipe 3 x 2 River Plate-SE                           | Boca Júnior América de Propriá                |
| SP     | Corinthians (27º título) William (Ponte Preta) 13 gols                      | Santos              | Corinthians Santos São Paulo              | Santo André Botafogo-SP Penapolense | Corinthians 2 x 1 Santos 1 x 1 Corinthians                                  | Mirassol União Barbarense São Caetano Guarani |
| TO     | Interporto (2º título) Fábio Bala (Interporto) 11 gols                      | Gurupi              | Interporto                                | Gurupi                              | Gurupi 1 x 1 Interporto 1 x 0 Gurupi                                        | Tocantins Guaraí                              |

## Turnos Estaduais
| Campeonato                    | Primeiro Turno                                  | Segundo Turno                              |
| ----------------------------- | ----------------------------------------------- | ------------------------------------------ |
| Campeonato Amazonense         | Taça Estado do Amazonas / Princesa dos Solimões | Taça Cidade de Manaus / Nacional-AM        |
| Campeonato Brasiliense        | Taça JK / Brasília                              | Taça Mané Garrincha / Brasiliense          |
| Campeonato Carioca            | Taça Guanabara / Botafogo                       | Taça Rio / Botafogo                        |
| Campeonato Carioca - Série B1 | Taça Santos Dumont / Bonsucesso                 | Taça Corcovado / Cabofriense               |
| Campeonato Gaúcho             | Taça Piratini / Internacional                   | Taça Farroupilha / Internacional           |
| Campeonato Paraense           | Taça Cidade de Belém / Paysandu                 | Taça Estado do Pará / Paragominas          |
| Campeonato Piauiense          | Taça Estado do Piauí / Ríver-PI                 | Taça Cidade de Teresina / Ríver-PI         |
| Campeonato Potiguar           | Taça Rio Grande do Norte / América de Natal     | Taça Cidade de Natal / Potiguar de Mossoró |
| Campeonato Roraimense         | Taça Boa Vista / Náutico-RR                     | Taça Roraima / São Raimundo-RR             |

## Torneios Extra
| Estado                                | Competição                      | Campeão                       | Vice-Campeão | Outros participantes              |
| ------------------------------------- | ------------------------------- | ----------------------------- | ------------ | --------------------------------- |
| CE - (Detalhes)                       | Taça Padre Cícero               | Guarany de Sobral (1º Título) | —            | —                                 |
| MG - (Detalhes)                       | Campeonato Mineiro do Interior  | Villa Nova (5º Título)        | —            | —                                 |
| RJ - (SC) e (Extra)                   | Torneio Super Clássicos         | Flamengo (1º Título)          | —            | Botafogo Fluminense Vasco da Gama |
| RJ - (SC) e (Extra)                   | Torneio Extra                   | Boavista (1º Título)          | —            | —                                 |
| RJ - Série B - (Capital) e (Interior) | Série B - Torneio Capital       | America (1º título)           | —            | —                                 |
| RJ - Série B - (Capital) e (Interior) | Série B - Torneio Interior      | Cabofriense (1º Título)       | —            | —                                 |
| RS - (Detalhes)                       | Campeonato do Interior Gaúcho   | São Luiz (1º Título)          | —            | —                                 |
| SP - (Detalhes)                       | Campeonato Paulista do Interior | Ponte Preta (2º Título)       | —            | —                                 |

## Divisões de Acesso
| Estado | Divisão           | Campeão               | N° Conquista | Promovidos                                           | Rebaixados                                      | Nº Edição      |
| ------ | ----------------- | --------------------- | ------------ | ---------------------------------------------------- | ----------------------------------------------- | -------------- |
| AC     | Segunda Divisão   | Vasco da Gama         | 1°           | Vasco da Gama                                        |                                                 | 5ª (3ª atual)  |
| AL     | Segunda Divisão   | Santa Rita            | 3°           | Santa Rita Coruripe Penedense                        |                                                 | 23ª            |
| AM     | Segunda Divisão   | Manaus                | 1°           | Manaus Nacional Borbense                             |                                                 | 5ª             |
| BA     | Segunda Divisão   | Galícia               | 3°           | Galícia Catuense                                     | Ipitanga Astro                                  | 44ª            |
| CE     | Segunda Divisão   | Itapipoca             | 2°           | Itapipoca Quixadá                                    | Uniclinic Boa Viagem                            | 26ª            |
| CE     | Terceira Divisão  | América de Fortaleza  | 1°           | América de Fortaleza Barbalha                        |                                                 | 10ª            |
| DF     | Segunda Divisão   | Formosa               | 2°           | Formosa Santa Maria                                  |                                                 | 17ª            |
| ES     | Segunda Divisão   | Colatina              | 1º           | Colatina Castelo                                     |                                                 | 26ª            |
| GO     | Segunda Divisão   | Anapolina             | 1°           | Anapolina Trindade                                   | Umuarama Aparecida                              | 42ª            |
| GO     | Terceira Divisão  | Novo Horizonte        | 1°           | Novo Horizonte América de Morrinhos                  |                                                 | 12ª            |
| MA     | Segunda Divisão   | Moto Club             | 2°           | Moto Club Araioses                                   |                                                 | 12ª            |
| MG     | Módulo II         | URT                   | 1ª           | URT Minas Futebol                                    | Poços de Caldas Uberaba                         | 47ª            |
| MG     | Segunda Divisão   | Nacional de Uberaba   | 4°           | Nacional de Uberaba Montes Claros                    |                                                 | 27ª            |
| MS     | Série B           | Ubiratan              | 1°           | Ubiratan Costa Rica                                  |                                                 | 14ª            |
| MT     | [Segunda divisão  | Sorriso               | 1°           | Sorriso CEOV                                         |                                                 | 11ª            |
| PA     | Segunda Divisão   | Time Negra            | 1°           | Time Negra Gavião Kyikatejê                          |                                                 | 19ª            |
| PB     | Segunda Divisão   | Esporte de Patos      | 2°           | Santa Cruz Queimadense Sport Campina Grande          |                                                 | 19ª            |
| PE     | Série A-2         | Vitória               | 2°           | Vitória América                                      |                                                 | 20ª            |
| PR     | Taça Prata        | Metropolitano Maringá | 1°           | Metropolitano Maringá Prudentópolis                  | Roma-PR Grêmio Maringá                          | 43ª            |
| PR     | Taça Bronze       | FC Cascavel           | 1°           | FC Cascavel São José                                 |                                                 | 14ª            |
| RJ     | Série B           | Cabofriense           | 4°           | Cabofriense Bonsucesso                               | Mesquita Artsul Juventus-RJ                     | 36ª            |
| RJ     | Série C           | São Gonçalo EC        | 1°           | São Gonçalo EC Miguel Couto Queimados Mangaratibense |                                                 | 33ª            |
| RN     | Segunda Divisão   | Globo                 | 1°           | Globo                                                |                                                 | 15ª            |
| RS     | Divisão de Acesso | Brasil de Pelotas     | 3°           | São Paulo Brasil de Pelotas Aimoré                   | Farroupilha Guarany de Camaquã Gaúcho           | 57ª            |
| RS     | Segunda Divisão   | Tupy                  | 1°           | Tupy Nova Prata Marau                                |                                                 | 13ª            |
| SC     | Divisão Especial  | Marcílio Dias         | 3º           | Marcílio Dias Brusque                                | XV de Indaial                                   | 28ª            |
| SC     | Divisão de Acesso | Inter de Lages        | 1º           | Inter de Lages                                       |                                                 | 10ª (6ª atual) |
| SE     | Série A-2         | Coritiba              | 2°           | Coritiba Amadense                                    |                                                 | 18ª            |
| SP     | Série A2          | Portuguesa            | 2°           | Portuguesa Rio Claro Audax São Paulo Comercial-SP    | Noroeste São Carlos Santacruzense Juventus-SP   | 67ª            |
| SP     | Série A3          | São Bento             | 2º           | São Bento Batatais Itapirense Marília                | São Vicente Palmeiras B Barretos União São João | 61ª            |
| SP     | Segunda Divisão   | Matonense             | 2°           | Matonense Água Santa Tupã Cotia                      |                                                 | 37ª            |
| TO     | Segunda Divisão   | Tocantins de Miracema | 1°           | Tocantins de Miracema Araguaína                      |                                                 | 5ª             |